# モルモンタバナクル合唱団
テンプルスクエア・タバナクル合唱団（テンプルスクエア・タバナクルがっしょうだん、英: The Tabernacle Choir at Temple Square）とは、末日聖徒イエス・キリスト教会が1847年に設立し、現在も同教会がスポンサーとなっている合唱団。アメリカ合衆国ユタ州ソルトレイクシティのタバナクル公会堂を拠点にしていることからそう呼ばれている。

## 概略
現存する中で世界で最も古く、最も規模の大きな合唱団の一つで日本を含む世界の28カ国以上で招待され演奏している。25歳から60歳までの同教会のメンバーで構成されており全員がボランティアで参加している、現在構成員は360名。過去数回、米大統領就任式に招待され合唱している。
毎週日曜日の朝、30分のコンサート（Music & the Spoken Word:ミュージック＆スポークンワード)をライブで行っており、配信もされている。

## 歴史
- 1847年 モルモンタバナクル合唱団結成 ソルトレイク入植記念
- 1909年 ウイリアム・ハワード・タフト大統領就任式で合唱
- 1959年 「リパブリック讃歌」がグラミー賞を獲得
- 1991年 レコードがプラチナ賞獲得
- 1992年 レコードがプラチナ賞獲得
- 1963年 レコードがゴールド賞獲得
- 1965年 リンドン・B・ジョンソン大統領就任式で合唱
- 1969年 リチャード・M・ニクソン大統領就任式で合唱
- 1980年 レコードがゴールド賞獲得
- 1981年 ロナルド・レーガン大統領就任式で合唱
- 1985年 レコードがゴールド賞獲得
- 1987年 シャーリー・ベレットとの特別番組「クリスマス・サンプラー」でエミー賞
- 2001年 ジョージ・W・ブッシュ大統領就任式で合唱
- 2002年 ソルトレークシティオリンピックの開会式で合唱
- 2018年 名称をテンプルスクエア・タバナクル合唱団に変更

## 合唱団の情報

### 現在のリーダー
- マック・クリステンセン：合唱団会長
- マック・ウィルバーグ：指揮者
- イゴール・グラップマン：オーケストラ・アット・テンプルスクエアの指揮者
- クレイ・クリスチアンセン: オルガニスト
- リチャード・エリオット: オルガニスト
- ボニー・グウドリフ: オルガニスト
- リンダ・マーゲッツ: オルガニスト
- ロイド・D・ニューウエル: アナウンサー

### リリース
- Then Sings My Soul
- Love is Spoken Here
- Choose Something Like a Star
- Peace Like a River
- Sing, Choir of Angels!
- America's Choir: Favorite Songs, Hymns, & Anthems
- Consider the Lilies
- Spirit of America